# Őszközépünnep
Az őszközépünnep (hagyományos kínai írással: 中秋節, egyszerűsítettel: 中秋节, pinjin: zhōngqiū jié, magyaros átírással: csungcsiu csie) több ezer éves hagyományokra épülő kínai ünnep, melyet a holdnaptár szerint tartanak a nyolcadik holdhónap tizenötödik napján. A Hold imádatán alapuló aratóünnep. Az újév után a második legnagyobb kínai fesztivál, 2008 óta állami ünnep is egyben. Jellegzetes étele a holdsütemény.

## Története
Az „őszközép” szó először a Csou li (Zhou li) (周礼, „A Csou-dinasztia (Zhou-dinasztia) szokásai”) című feljegyzésben említették mintegy 3000 évvel ezelőtt. Az ünnepet a Tang-dinasztia korában (618–907) kezdték el ünnepelni, a Hold istennőjének ajánlottak fel ételt és italt, megköszönvén a bőséges termést. A Ming-dinasztia (1368–1644) és a Csing-dinasztia (Qing-dinasztia) (1644–1912) idejében vált igazán fontos fesztivállá.

## Kapcsolódó hiedelmek
Az őszközépünnephez számos legenda és hiedelem kapcsolódik. A legenda szerint élt egyszer egy halhatatlan íjász, Hou-ji (Hou-yi), akit a Jáde Császár a földre száműzött. Felesége, Csang-o (Chang'e) is kénytelen volt vele tartani, ám az asszony képtelen volt hozzászokni a halandó léthez. Férje ezért varázspirulát szerzett, aminek azonban csak a felét lett volna szabad elfogyasztani a halhatatlanság visszanyeréséhez. Az asszony azonban az egészet lenyelte, és a túlságosan nagy adag varázslat a Holdra repítette. Azóta is a Holdon lakó Jádenyúl segítségével próbálja megalkotni férje számára a halhatatlanság varázsszerét.
A történet egy másik verziója szerint Hou-ji (Hou-yi), a kiváló íjász, megmentette az embereket a szárazságtól, amikor lenyilazott a tíz felkelő Napból kilencet és kényszerítette a megmaradó egy Napot, hogy minden éjjel lebukjon. A Mennyek Királynője egy elixírt adott neki ajándékba, ami az embert halhatatlanná teszi. Hou-ji (Hou-yi) azonban nem akart elválni szépséges és jó szívű feleségétől Csang-o (Chang'e)-tól, ezért az asszonynak meghagyta, hogy rejtse el az elixírt. Ezt azonban kileste egy Peng Meng nevű férfi, aki fegyverrel rátámadt Csang-o (Chang'e)-ra, az elixírt próbálva megszerezni. Csang-o (Chang'e) megitta a varázsfolyadékot és a Holdra került. A fájdalomtól megtört Hou-ji (Hou-yi) felesége kedvenc ételeit és italait készítette ki emlékét őrizvén. Az emberek, megtudván, hogy az asszony égi teremtménnyé vált, imádkozni kezdtek hozzá jó szerencséért.
A Jádenyúl maga önfeláldozása végett került a Holdbéli palotába. A legenda szerint három tündér öregember képében egy majomtól, egy rókától és egy nyúltól koldult élelmet, a nyúlnak azonban nem volt mit odaadnia, ezért a tűzbe vetette magát, hogy saját húsát adja az éhezőknek. Jutalmul a Jádenyúl címet kapta, és a Holdon élhet.

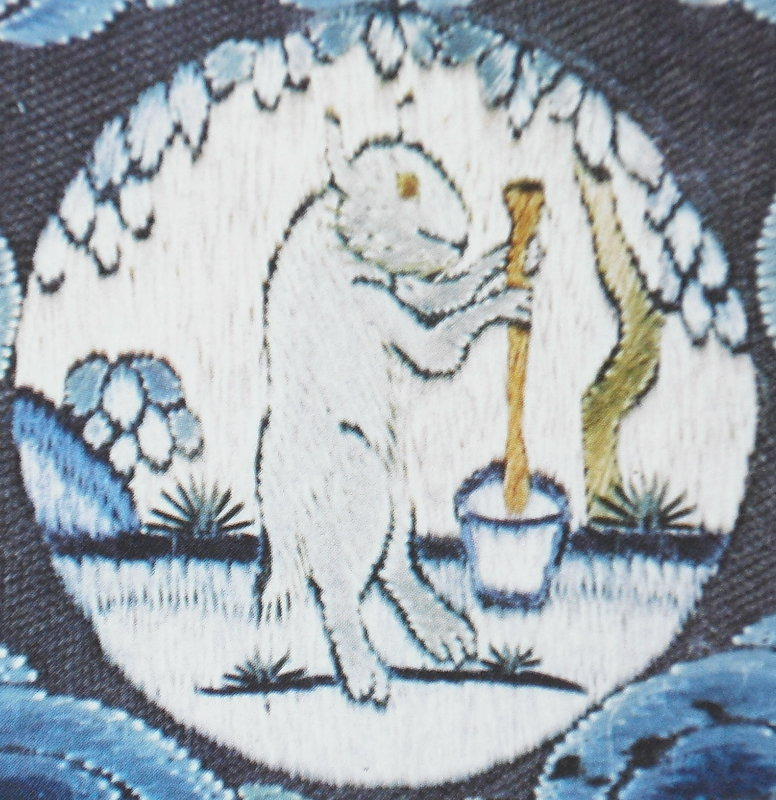
A Holdon élő, a halhatatlanság elixírjét készítő Jádenyúl

## Ünneplése
A modern Kínában sárkánytánccal, lampionokkal ünneplik a fesztivált, szokásos a holdsütemény ajándékozása is.

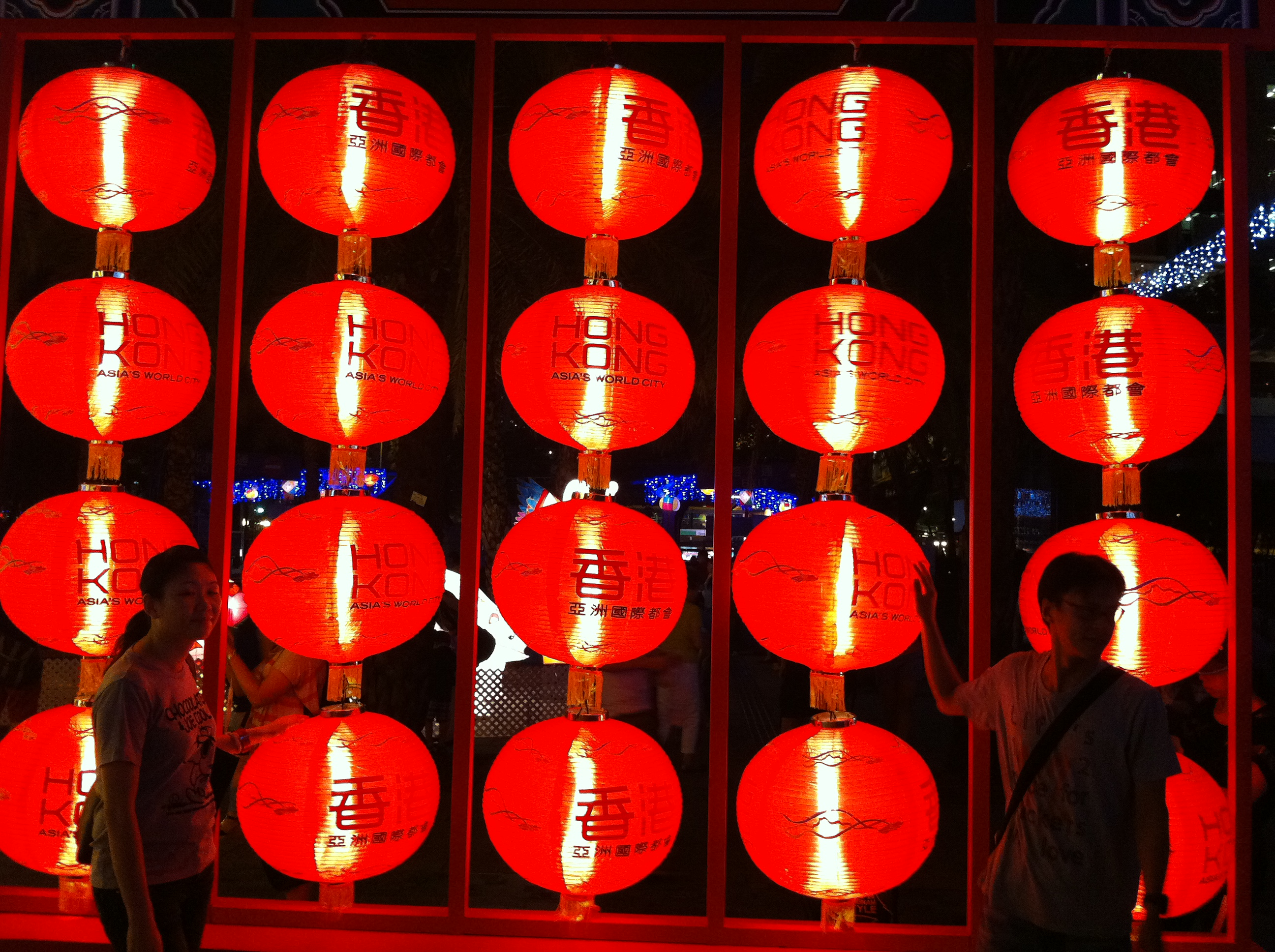
Lampionok Hongkongban
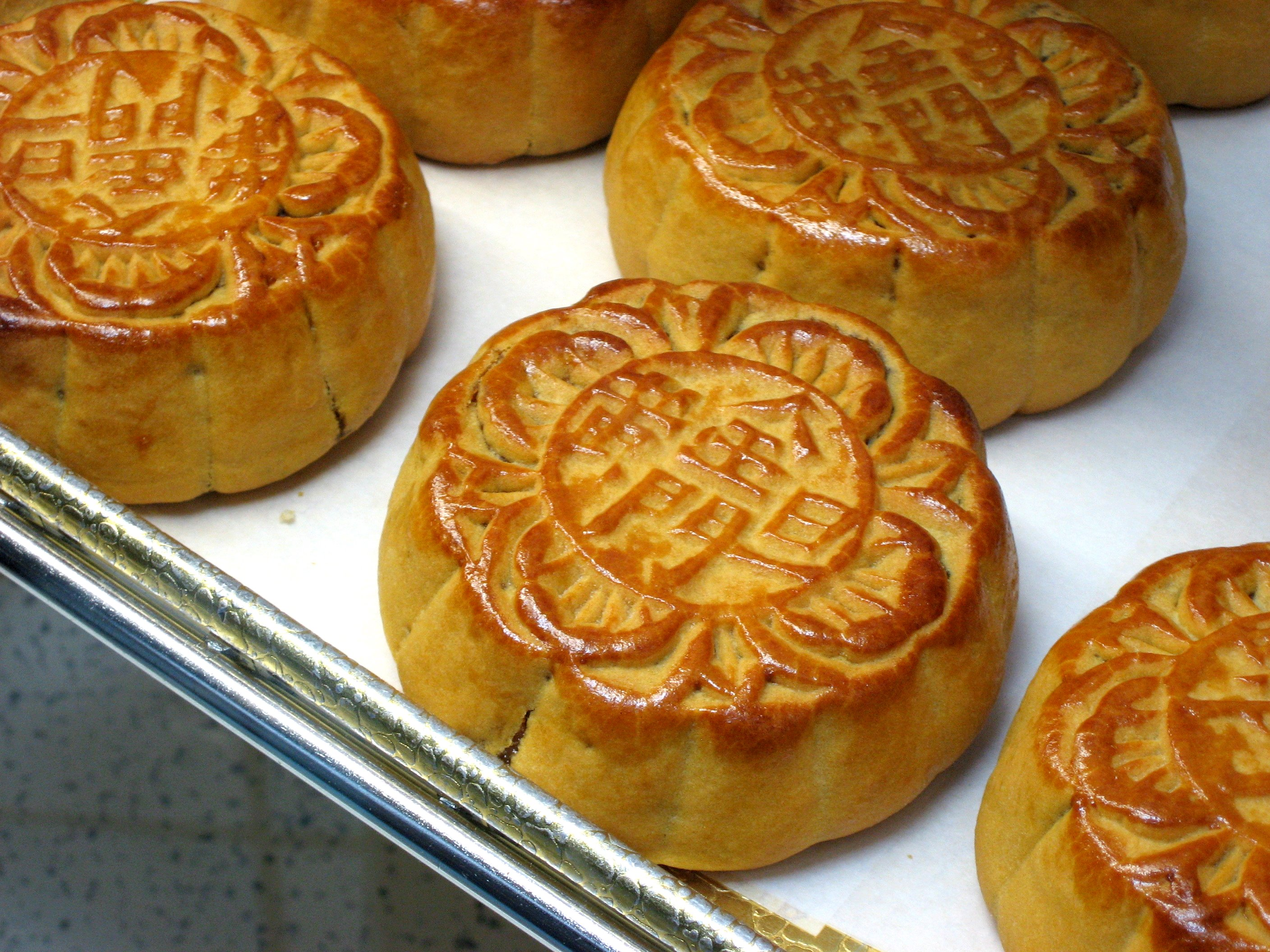
holdsütemény